# Егудин, Валерий Григорьевич
Вале́рий Григо́рьевич Егу́дин  (29 августа 1937, Котовск, Молдавская АССР — 4 декабря 2007, Новосибирск) — советский российский оперный певец, театральный режиссёр, педагог. Народный артист СССР (1983).

## Биография
Учился в вечерней школе, затем в Красноярском учётно-плановом техникуме, где участвовал в самодеятельности: пение, конферанс, чтение стихов, пародий, участие в драматических постановках. В 1958 году получил распределение в трест «Новосибирскуголь»
В 1965 году окончил Новосибирскую консерваторию им. М. И. Глинки (класс А. П. Здановича и Л. Я. Хинчин).
С 1961 по 1963 год — артист вспомогательного состава, с 1963 по 1992 год — солист оперы Новосибирского театра оперы и балета. Всего исполнил около 60 партий. Один из лучших исполнителей оперной партии Отелло в России.
В качестве режиссёра восстановил на сцене театра оперы «Отелло» (1996) и «Пиковая дама» (1998).
C 1992 по 2001 год — директор Новосибирского театра оперы и балета. Под его руководством театр достиг значительных творческих успехов, получил категорию «Ведущий театр России», был удостоен престижных премий и наград.
Выступал в концертах.
C 1976 по 1992 год — заведующий кафедрой сольного пения Новосибирской консерватории им. М. И. Глинки, с 1979 года — доцент, с 1984 — профессор. Разработал курс «История вокального искусства».
Проводил мастер-классы в Академии музыкальных и сценических искусств им. Л. Яначека в Брно (Чехия), в Высшей школе музыки Гейдельберга-Мангейма (Германия).
Был председателем правления Новосибирского отделения Союза театральных деятелей России, членом правления СТД РФ.
Член КПСС с 1982 года.
Умер 4 декабря 2007 года в Новосибирске. Похоронен на Заельцовском кладбище.

### Семья
- Жена — Степанова Наталья Васильевна, балерина Новосибирского Государственного Академического театра оперы и балета
- Дочь — Ольга Валерьевна Егудина (1973—2021), певица, преподаватель Новосибирской консерватории.
- Дочь — Полина Валерьевна Егудина, оперная певица
- Дочь — Елена Валерьевна Кочетова

## Награды и звания
- Заслуженный артист РСФСР (1970)[3].
- Народный артист РСФСР (1976)[4].
- Народный артист СССР (1983)
- Орден Дружбы (1995)[5].
- Медаль «В ознаменование 100-летия со дня рождения Владимира Ильича Ленина» (1970).
- Премия «Парадиз» новосибирского отделения Союза театральных деятелей России за вклад в развитие искусства.

## Творчество
Дебютировал в партии Проповедника в опере М. Я. Магиденко «Тропою грома» в 1961 году.
Известные партии:
- Герман («Пиковая дама» П. И. Чайковского)
- Каварадосси («Тоска» Дж. Пуччини)
- Князь («Русалка» А. С. Даргомыжского)
- Пьер Безухов («Война и мир» С. С. Прокофьева)
- Отелло («Отелло» Дж. Верди)
- Радамес («Аида» Дж. Верди)
- Хозе («Кармен» Ж. Бизе)
- Манрико («Трубадур» Дж. Верди)
- Канио («Паяцы» Р. Леонкавалло)
- Садко («Садко» Н. А. Римского-Корсакова)
- Рулевой («Летучий голландец» Р. Вагнера)
- Дон Карлос («Дон Карлос» Дж. Верди)
- Йонтек («Галька» С. Монюшко)
- Де Грие («Манон Леско» Ж. Массне)
- Вакула («Ночь перед Рождеством» Н. А. Римского-Корсакова)
- Самозванец («Борис Годунов» М. П. Мусоргского)
- Олег Баян («Клоп» Э. Л. Лазарева)
- Вася («Алкина песня» Г. Н. Иванова)
- Флорестан («Фиделио» Л. ван Бетховена)
- Мишка («Не только любовь» Р. К. Щедрина)
- Дон Жуан («Дон Жуан» В. А. Моцарта)
- Князь Василий Голицын («Хованщина» М. П. Мусоргского)
- Туридду («Сельская честь» П. Масканьи)
- Савка («Безродный зять» Т. Н. Хренникова)

### Фильмография
- 1969 — Алкина песня (фильм-опера) — вокал
- 1992 — Безумный рейс — таксист